# المعونة الأمريكية لمصر
المعونة الأمريكية لمصر هي مبلغ ثابت سنويا تتلقاه مصر من الولايات المتحدة الأمريكية في أعقاب توقيع اتفاقية السلام المصرية الإسرائيلية عام 1978، حيث أعلن الرئيس الأمريكي في ذلك الوقت جيمي كارتر، تقديم معونة اقتصادية وأخرى عسكرية سنوية لكل من مصر وإسرائيل، تحولت منذ عام 1982 إلى منح لا ترد بواقع 3 مليارات دولار لإسرائيل، و2.1 مليار دولار لمصر، منها 815 مليون دولار معونة اقتصادية، و1.3 مليار دولار معونة عسكرية. وتمثل المعونات الأمريكية لمصر 57% من إجمالي ما تحصل عليه من معونات ومنح دولية، من الاتحاد الأوروبي واليابان وغيرهما من الدول، كما أن مبلغ المعونة لا يتجاوز 2% من إجمالي الدخل القومي المصري.
ويستبعد المحللون أن تقطع المعونة العسكرية لمصر لأنها تساعد في تعزيز الأهداف الإستراتيجية الأمريكية في المنطقة، واستفادت من خلالها واشنطن الكثير، مثل السماح لطائراتها العسكرية بالتحليق في الأجواء العسكرية المصرية، ومنحها تصريحات على وجه السرعة لمئات البوارج الحربية الأمريكية لعبور قناة السويس، إضافة إلى التزام مصر بشراء المعدات العسكرية من الولايات المتحدة، فأمريكا قدمت لمصر حوالى 7,3 مليار دولار بين عامى 99 و2005 في إطار برنامج مساعدات التمويل العسكرى الأجنبي، وأنفقت مصر خلال نفس الفترة حوالى نصف المبلغ، أي 3.8 مليار دولار لشراء معدات عسكرية ثقيلة أمريكية.
ولا يعد التلويح بقطع المعونة الأمريكية الأول من نوعه ولن يكون الأخير فدائماً ما تستخدمها الولايات المتحدة كورقة ضغط على مصر لتحقيق مصالحها السياسية ولكن في الاونة الاخيرة نرى المصريون هم الساعى الأول لقطعها في ظل الظروف الديمقراطية الجديدة وهي في الايام الحالية لاتمثل خلل في الدخل القومى 
وفي 17 يونيو 2014 قدم مجلس الشيوخ الأمريكي مقترحا لخفض المعونة العسكرية الأمريكية لمصر من 1.3 مليار دولار سنويا إلى مليا ردولار فقط وكذا خفض المعونة الاقتصادية من 250 مليون دولار إلى 150 مليون دولار، وقد سبق هذا المقترح مقترح آخر قدمه الجمهوريون في الكونجرس الأمريكي (مجلس النواب) تضمن ثبات المعونة العسكرية عند مستوى 1.3 مليار دولار سنويا وخفض المعونة الاقتصادية بواقع 50 مليون دولار لتستقر عند 200 مليون دولار فقط سنويا.